# Liste der Baudenkmäler in Sechtem
Die Liste der Baudenkmäler in Sechtem enthält die denkmalgeschützten Bauwerke auf dem Gebiet von Bornheim (Rheinland)-Sechtem in Nordrhein-Westfalen (Stand: Februar 2014). Diese Baudenkmäler sind in der Denkmalliste der Stadt Bornheim (Rheinland) eingetragen; Grundlage für die Aufnahme ist das Denkmalschutzgesetz Nordrhein-Westfalen (DSchG NRW).

## Allgemein
- Bild: Bild des Kulturdenkmals, ggf. zusätzlich mit einem Link zu weiteren Fotos des Kulturdenkmals im Medienarchiv Wikimedia Commons
- Bezeichnung: Name des Kulturdenkmals
- Lage: Straßenname und Hausnummer oder Flurstücknummer des Kulturdenkmal, gegebenenfalls auch den Ortsteil. Die Grundsortierung der Liste erfolgt nach dieser Adresse. Der Link (Karte) führt zu verschiedenen Kartendiensten mit der Position des Kulturdenkmals. Fehlt dieser Link, wurden die Koordinaten noch nicht eingetragen. Sind diese bekannt, können sie über ein Tool mit einer Kartenansicht einfach nachgetragen werden. In dieser Kartenansicht sind Kulturdenkmale ohne Koordinaten mit einem roten bzw. orangen Marker dargestellt und können durch Verschieben auf die richtige Position in der Karte mit Koordinaten versehen werden. Kulturdenkmale ohne Bild sind an einem blauen bzw. roten Marker erkennbar.
- Beschreibung: Kurzcharakteristik des Kulturdenkmals
- Bauzeit: Baubeginn, Fertigstellung, Datum der Erstnennung oder grobe zeitliche Einordnung entsprechend des Eintrags in der zuständigen Denkmaldatenbank
- Eingetragen seit: Datum der Erfassung in der zuständigen Denkmaldatenbank

## Baudenkmäler
| Bild                   | Bezeichnung                                            | Lage                                               | Beschreibung | Bauzeit   | Eingetragen seit | Denkmal- nummer |
| ---------------------- | ------------------------------------------------------ | -------------------------------------------------- | ------------ | --------- | ---------------- | --------------- |
| weitere Bilder         | Wendelinuskapelle                                      | Sechtem Wendelinusstraße 2 Karte                   |              | 1680      |                  | 4               |
| weitere Bilder         | Weiße Burg mit Wassergraben                            | Sechtem Kaiserstraße 2 Karte                       |              |           |                  | 7               |
| weitere Bilder         | Ophof                                                  | Sechtem Ophofstraße 4 Karte                        |              |           |                  | 42              |
| weitere Bilder         | Hofanlage                                              | Sechtem Wiener Straße 15 Karte                     |              |           |                  | 83              |
| weitere Bilder         | Fachwerkhofanlage                                      | Sechtem Wolfsgasse 1 Karte                         |              |           |                  | 85              |
| Fachwerkhaus           | Fachwerkhaus                                           | Sechtem Berner Straße 15 Karte                     |              |           |                  | 103             |
| weitere Bilder         | Wendelinuskloster                                      | Sechtem Bahnhofsstraße 3 Karte                     |              |           |                  | 105             |
| weitere Bilder         | Backsteingebäude                                       | Sechtem Straßburger Straße 4 Karte                 |              |           |                  | 106             |
| weitere Bilder         | Graue Burg                                             | Sechtem Schweppenburgstraße 1 Karte                |              |           |                  | 109             |
| weitere Bilder         | Nikolauskapelle                                        | Sechtem Straßburger Straße 17 Karte                |              | 1771–1775 |                  | 113             |
| weitere Bilder         | Katholische Pfarrkirche St. Gervasius u. St. Protasius | Sechtem Straßburger Straße 15 Karte                |              |           |                  | 114             |
| Katholisches Pfarrhaus | Katholisches Pfarrhaus                                 | Sechtem Straßburger Straße 19 Karte                |              |           |                  | 115             |
| weitere Bilder         | Ehemaliges Schulgebäude                                | Sechtem Weiße-Burg-Straße 15 Karte                 |              | 1861      |                  | 126             |
| weitere Bilder         | Wegekreuz                                              | Sechtem Wilhelmstraße / Lüddigstraße Karte         |              | 1924      |                  | 137             |
| weitere Bilder         | Wegestock                                              | Sechtem Graue-Burg-Straße / Eupener Straße Karte   |              |           |                  | 141             |
| weitere Bilder         | Wegekreuz                                              | Sechtem Breslauer Straße / Ecke Kaiserstraße Karte |              | 1670      |                  | 144             |
| weitere Bilder         | Wegekreuz                                              | Sechtem Berner Straße / Ecke Jacobstraße Karte     |              |           |                  | 147             |
| weitere Bilder         | Wegestock                                              | Sechtem Pickelshüllenweg Karte                     |              |           |                  | 149             |
| weitere Bilder         | Wegekreuz                                              | Sechtem Ophofstraße vor 6 Karte                    |              |           |                  | 150             |
| weitere Bilder         | Wohnhaus                                               | Sechtem Krausplatz 2 Karte                         |              |           |                  | 160             |
| BW                     | Fachwerkhaus                                           | Sechtem Ophofstraße 6 Karte                        |              |           |                  | 183             |
| BW                     | GELÖSCHT Scheune                                       | Sechtem Brüsseler Straße 1 Karte                   |              |           |                  | 184             |
| weitere Bilder         | Hofanlage                                              | Sechtem Brüsseler Straße 13 Karte                  |              | 1856      |                  | 197             |
| weitere Bilder         | Fachwerkhaus                                           | Sechtem Straßburger Straße 10 Karte                |              |           |                  | 213             |
| weitere Bilder         | Fachwerkhof                                            | Sechtem Straßburger Straße 12 Karte                |              |           |                  | 215             |
| weitere Bilder         | Hofanlage                                              | Sechtem Wiener Straße 14 Karte                     |              |           |                  | 216             |
| weitere Bilder         | Hofanlage                                              | Sechtem Kaiserstraße 11 Karte                      |              |           |                  | 217             |
| weitere Bilder         | Güterschuppen                                          | Sechtem Keldenicher Straße Karte                   |              |           |                  | 22              |
| Hofanlage              | Hofanlage                                              | Sechtem Berner Straße 11 Karte                     |              |           |                  | 232             |
| weitere Bilder         | Bildstock                                              | Sechtem Graue-Burg-Straße 62 Karte                 |              |           |                  | 235             |
|                        | Wegekreuz                                              | Sechtem Keldenicher Straße                         |              |           |                  | 236             |